# Шта изједа Гилберта Грејпа
Шта изједа Гилберта Грејпа (енгл. What's Eating Gilbert Grape) је америчка филмска драма из 1993. коју је режирао Ласе Халстрем.
Радња се одвија у изолованом градићу у Ајови и прати младића Гилберта Грејпа, који након очевог самоубиства преузима његову улогу и годинама се стара о члановима своје необичне породице на које је очева смрт оставила дубоке последице. Главне улоге тумаче Џони Деп, Леонардо Дикаприо и Џулијет Луис.
Иако је остварио слабу зараду, филм је наишао на позитиван пријем код критичара. Они су посебно похвалили Дикаприја, коме је ова улога донела статус глумачке звезде у успону и номинације за награде Оскар и Златни глобус за најбољу споредну мушку улогу.

## Радња
У провинцијском америчком градићу, у кући на периферији, живи породица Грејп: мајка - Бони Грејп, која је рано остала без мужа, ненормално пуначка и због тога постала самотница; најстарија ћерка Ејми; син Арни је дечак од 18 година, ментално хендикепиран, који, по речима лекара, сваког тренутка може да умре, коме треба надзор, јер сваки пут када остане без надзора, покушава да се попне на градски водени торањ; и млађа сестра Елен, 15, која сања да коначно одрасте. О свима њима брине Бонин најстарији син Гилберт Грејп. Гилберт је момак без изгледа за будућност у таквој дивљини, бриге око куће и њених становника везују га за руке и ноге. Гилберт ради у малој пиљари чији власник једва саставља крај с крајем због супермаркета који је отворен у близини, пази на Арнија да му се ништа не догоди, с времена на време задовољи зрелу удату жену, мајку двоје деце - госпођу Карвер, а онда Кејс тражи од очевог пријатеља да им поправи кућу због реалне опасности да подне даске неће издржати Бони, а она ће пасти у подрум.
Једина забава за Гилберта и Арнија у овој дивљини је да једном годишње на путу гледају караван приколица како пролази кроз њихов град. Једном се једна од приколица зауставила у близини због квара на мотору, а њени становници - млада девојка Беки, која путује са својом баком, принуђени су да зауставе овде целу недељу док се мотор не поправи.
Сада Гилберт сања о новом животу. Али брига о домаћинству му не даје прилику да оде са девојком. После неког времена, Беки напушта град, а момак се враћа у сиву свакодневицу. Његова мајка Бони изненада умире. Гилберт и сестре одлучују да запале кућу заједно са њеним телом, окончавајући прошлост заувек.
Временом, његове сестре нађу посао. Бекина приколица је поново на хоризонту. Овог пута Гилберт са љубавницом и братом одлази на путовање. 

## Улоге
| Глумац            | Улога          |
| ----------------- | -------------- |
| Џони Деп          | Гилберт Грејп  |
| Џулијет Луис      | Беки           |
| Леонардо Дикаприо | Арни Грејп     |
| Мери Стинберџен   | Бети Карвер    |
| Дарлин Кејтс      | Бони Грејп     |
| Лора Харингтон    | Ејми Грејп     |
| Мери Кејт Шелхарт | Елен Грејп     |
| Кевин Тај         | Кен Карвер     |
| Џон К. Рајли      | Такер ван Дајк |
| Криспин Главер    | Боби Макберни  |
| Пенелопи Бранинг  | Бекина бака    |